# Skelhøje
Skelhøje er en by i Midtjylland med 470 indbyggere  (2024), beliggende 12 km nordøst for Karup, 35 km nordøst for Herning, 33 km sydøst for Skive og 14 km sydvest for Viborg. Byen hører til Viborg Kommune og ligger i Region Midtjylland.

## Sogne, kirker og kommuner
Skelhøje er delt mellem 3 sogne: Frederiks Sogn, Lysgård Sogn og Dollerup Sogn. Frederiks Kirke ligger 5 km sydvest for Skelhøje. Lysgård Kirke ligger 3 km øst for Skelhøje. Dollerup Kirke ligger 2 km nord for Skelhøje.
Dollerup Sogn havde Finderup Sogn og Ravnstrup Sogn som annekser, der ikke havde egne præster. Disse 3 sogne kom til at udgøre sognekommunen Dollerup-Finderup-Ravnstrup, mens Frederiks og Lysgård sogne blev to selvstændige sognekommuner. Skelhøje blev altså også delt mellem 3 sognekommuner indtil 1966, hvor Dollerup-Finderup-Ravnstrup og Lysgård dannede Ravnsbjerg Samlingskommune (1966-1970). Den var dog ikke stor nok til at være en selvstændig storkommune, så ved kommunalreformen i 1970 blev den indlemmet i Viborg Kommune (1970-2006). Dog blev dens del af Skelhøje med 684 ha og 510 indbyggere afstået til Karup Kommune. Da Frederiks også kom til Karup Kommune, blev Skelhøje samlet her. Ved strukturreformen i 2007 blev Karup Kommune indlemmet i Viborg Kommune.

## Geografi
Skelhøje ligger 78 m o.h. på hovedvandskellet, hvor isranden længe stod stille under den seneste istid. Mod sydvest ligger den næsten vandrette Karup-flade, der afvandes af Karup Å til Skive Fjord. Mod nordøst ligger de kuperede Dollerup Bakker og Hald Sø, der afvandes af Nørreå, som løber til Gudenå og Randers Fjord.
Byens geografi afspejles i gadenavne som Bakken, Slugten, Skrænten, Volden og Dalen. Dalen eller Skeldal er en dyb dal, der starter inde i byen og går over 2 km mod nord til Hald Sø.
Stationen og byen har fået navn fra en nærliggende gruppe gravhøje, der på det høje målebordsblad fra 1800-tallet hedder Skjelhøje og lå ved både vandskellet og det 3-dobbelte sogneskel.

## Faciliteter
- Børnehuset Trekløveren består af 2 huse: Regnbuen i Skelhøje og Sol O Mio i Frederiks. Begge er for 0-6 årige børn. Tilsammen har de 23 ansatte.[2]
- Købmandsforretningen, der var grundlagt i 1924, gik konkurs i 2010, men Skelhøje Købmandsgaard kunne starte i juni 2014 som en socialøkonomisk virksomhed. En investorgruppe købte bygningerne, en forening driver købmandsforretningen, en anden forening driver cafe i bygningen og der er turistservice.
- Byens tidligere kro blev i 2004 til Skelhøje Kultur- og forsamlingshus. Det drives nu af en selvejet fond, der står for udlejning af et festlokale til 50 personer, en festsal til 120 personer og 3 dobbeltværelser til overnatning.[3]
- Byen har en aktiv borgerforening, der holder landsbyfest, fastelavn, Sct Hans bål og mange andre arrangementer.

## Historie

### Jernbanen
Da Herning-Viborg banen blev åbnet i 1906, fik Skelhøje holdeplads. Jernbaneteknisk var det ideelt at lægge et standsningssted på en bakketop, så damplokomotiverne ikke skulle starte op ad bakke. Skelhøje blev betjent af en ekspeditrice indtil 1909 og fik status som station i 1922. Persontrafikken på banen ophørte i 1971, men godstrafikken fortsatte til 1972. Banen blev officielt nedlagt i 1977, og sporet blev taget op i løbet af det følgende år. Stationsbygningen, der var tegnet af arkitekt Heinrich Wenck, er revet ned, og stationsterrænet er nu blevet legeplads og grønt areal. Tildels er det også bebygget med villaer.

### Stationsbyen
Stationen blev anlagt på bar mark, men det lave målebordsblad fra 1900-tallet viser at der var kommet mølle, hotel, andelsmejeri, telefoncentral, vandværk og missionshus omkring stationen.

## Stier
I 1995 blev Alhedestien indviet. Den følger det meste af Herning-Viborg banens tracé og passerer også Skelhøje. Hærvejsruten – både cykelstien og vandrestien – passerer også byen.